# Rheinau, Baden-Württemberg
Rheinau är en stad i Ortenaukreis i regionen Südlicher Oberrhein i Regierungsbezirk Freiburg i förbundslandet Baden-Württemberg i Tyskland.
Staden bildades 1 januari 1975 genom en sammanslagning av kommunerna  Freistett och Rheinbischofsheim.